# Anton–Babiński-szindróma

Vakság

Az Anton–Babiński-szindróma egy ritka megbetegedés, melyet az agy occipitális lebenyének sérülése idéz elő. Az Anton-szindrómás betegek kortikális vakságban szenvednek. Ez a fajta agysérülés elég hirtelen áll be, általában agyvérzést követően, illetve egyes esetekben fejsérülés következtében alakul ki. Az Anton-szindróma kapcsán két agyi terület sérüléséről beszélhetünk: a látásért felelős terület, illetve az a terület, amely észleli magát a látás jelenlétét. Ez a szindróma olyan tünetegyüttes, amely tagadással együtt járó teljes vakságot jelent (a vak személy tagadja, hogy ő vak).
Az Anton-szindrómát a vaklátás ellentéteként is definiálhatnánk. A vaklátás egy olyan jelenség, melyben a páciens látóterületének egy része teljesen tétlen, de valamelyest megbízható észlelés valójában történik.

## Tünetei
Az Anton-szindróma áldozata elég sokáig járhat úgy, hogy mindenbe beleütközik, és mindenféle baleset éri, mielőtt rájönne, hogy valami baj van. Közvetlenül az agysérülés után a páciensek biztosan állítják, hogy látnak. Amikor megkérik őket, hogy meséljék el, mit látnak, nagyon részletes, de teljesen kitalált válaszokat adnak, amit az is bizonyít, hogy semmi közük nincs a valósághoz (konfabuláció).
Sokszor kétoldali, és a teljes látótérre kiterjed, de gyakran előfordul, hogy például csak akkor veszi észre a beteg a bal oldali látótérkiesést, ha gyakran nekiszalad a bal ajtófélfának.
Jellemző sérülés mindkét félteke látókérgének elsődleges iszkémiás infarktusa. A látókérget az agytörzs-artéria látja el vérrel. Ebből indul ki a kétoldali agyartéria. Néha az elülső látópálya károsodik, a szem közelében.

## Esetleírások
Az első esetet Gabriel Anton jegyezte le egy Mrs. Ursula M. nevű betegnél. A beteg nem ismerte fel teljes kérgi vakságát; jobban zavarta a szómegtalálási nehézség, amire gyakran panaszkodott. Mindazonáltal észlelhetők voltak nála a tájékozódási nehézségek, és egyéb súlyos tünetek.
A legismertebb esetet 1885-ben jegyezték le Monakowban. A beteg nem ismerte fel a teljes látásvesztést, és úgy viselkedett, mint egy egészséges látó ember. A tünetek minimálisan mégis érzékelhetőek voltak nála. Halála után, a boncolás során kiderült, hogy agyának mindkét féltekéjének kéregállománya sérült.

## A szindróma felfedezői

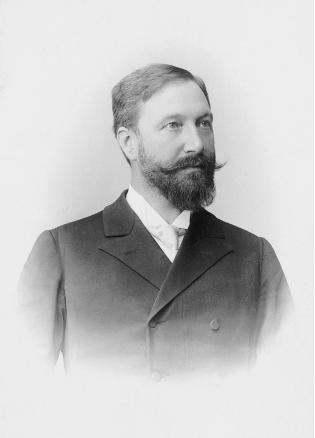
Gabriel Anton

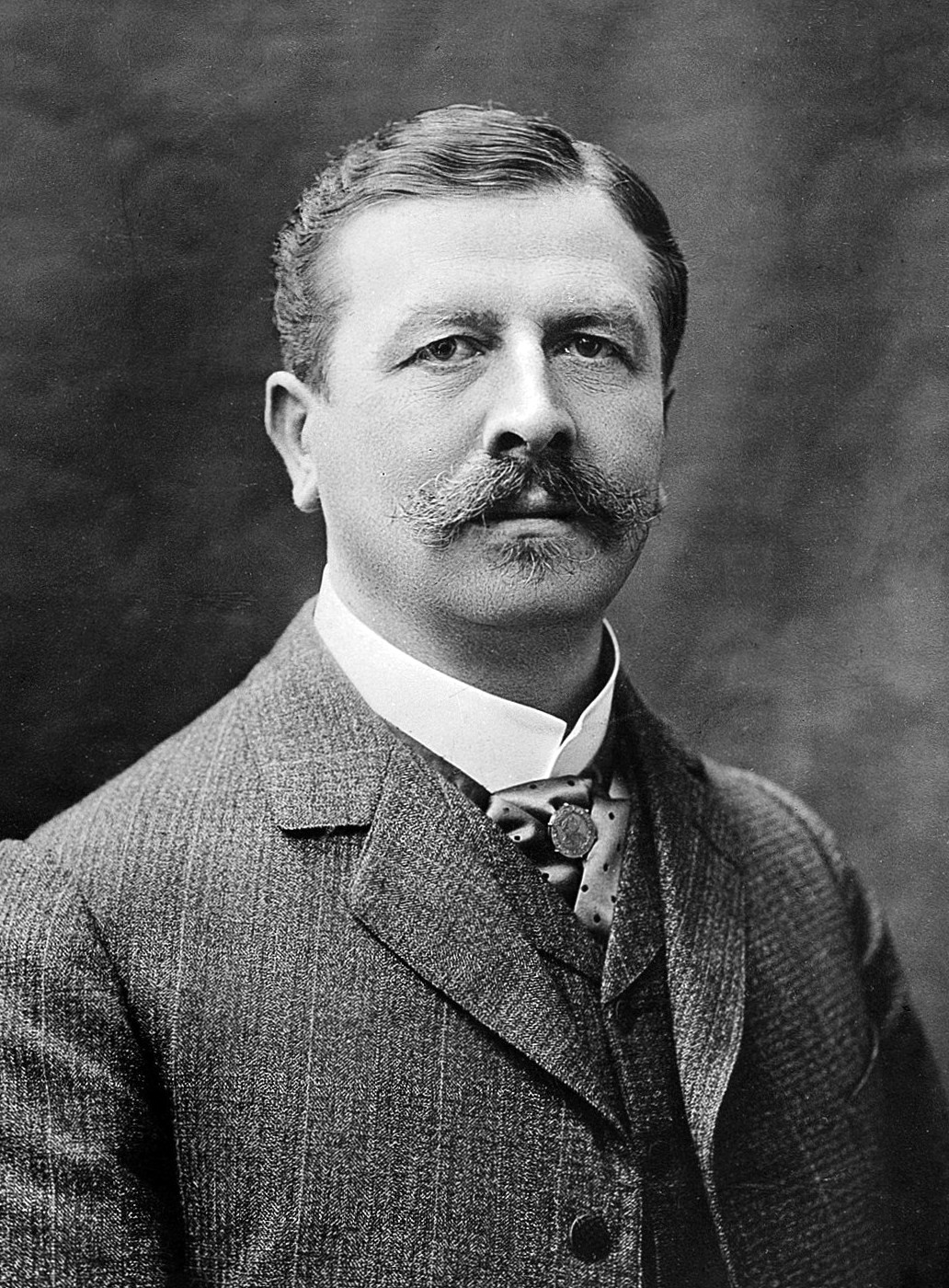
Joseph Babiński

A sérülés Gabriel Anton és Joseph Babiński után kapta a nevét.
Gabriel Anton (1858. július 28. – 1933. január 3.) osztrák neurológus és pszichiáter.
Az idegsebészet terén úttörő felfedezései által vált ismertté. Elsősorban az agy kéregállományának és bazális ganglionjainak sérüléseiről folytatott pszichiátriai tanulmányokat.
Joseph Jules François Félix Babiński (Párizs, 1857. november 17. – Párizs, 1932. október 29.) lengyel származású francia neurológus. A francia klinikai neurológia egyik úttörője. Hosszú pályafutása alatt az eredményes kutatások sorozatával gazdagította az orvosi irodalmat. Nevét a talpreflex kóros válfajának felfedezésével tette közismertté. Munkássága elismeréseképpen a Francia Tudományos Akadémia tagjává választotta.